# Tingsrätt
Tingsrätt (suedeză), käräjäoikeus (finlandeză) sau tingrett (norvegiană) este un termen folosit pentru desemnarea judecătoriilor locale din Suedia, Finlanda și Norvegia. În toate cele trei state, tingsrätt este instanța locală, atât pentru cauzele civile cât și pentru cele penale.

## Suedia
În 1971, tingsrätt-ul a devenit judecătorie în toată Suedia, înlocuind termenii rådhusrätt (care era folosit în orașe mai mari) și häradsrätt (era folosit pentru alte părți ale țării). Reformele ulterioare au redus în mod substanțial numărul acestor tribunale de la 100 la 53. 

## Finlanda
Termenul tingsrätt din limba suedeză a fost folosit pentru judecătorii în Finlanda încă de pe 1 decembrie 1993. Însă, corespondentul finlandez pentru acest termen este Käräjäoikeus.

## Norvegia
Termenul tingrett a fost introdus în anul 2002 și a înlocuit termenii precedenți byrett și herredsrett care erau folosite pentru desemnarea judecătoriilor.